# Juno Caelestis tempel (Dougga)

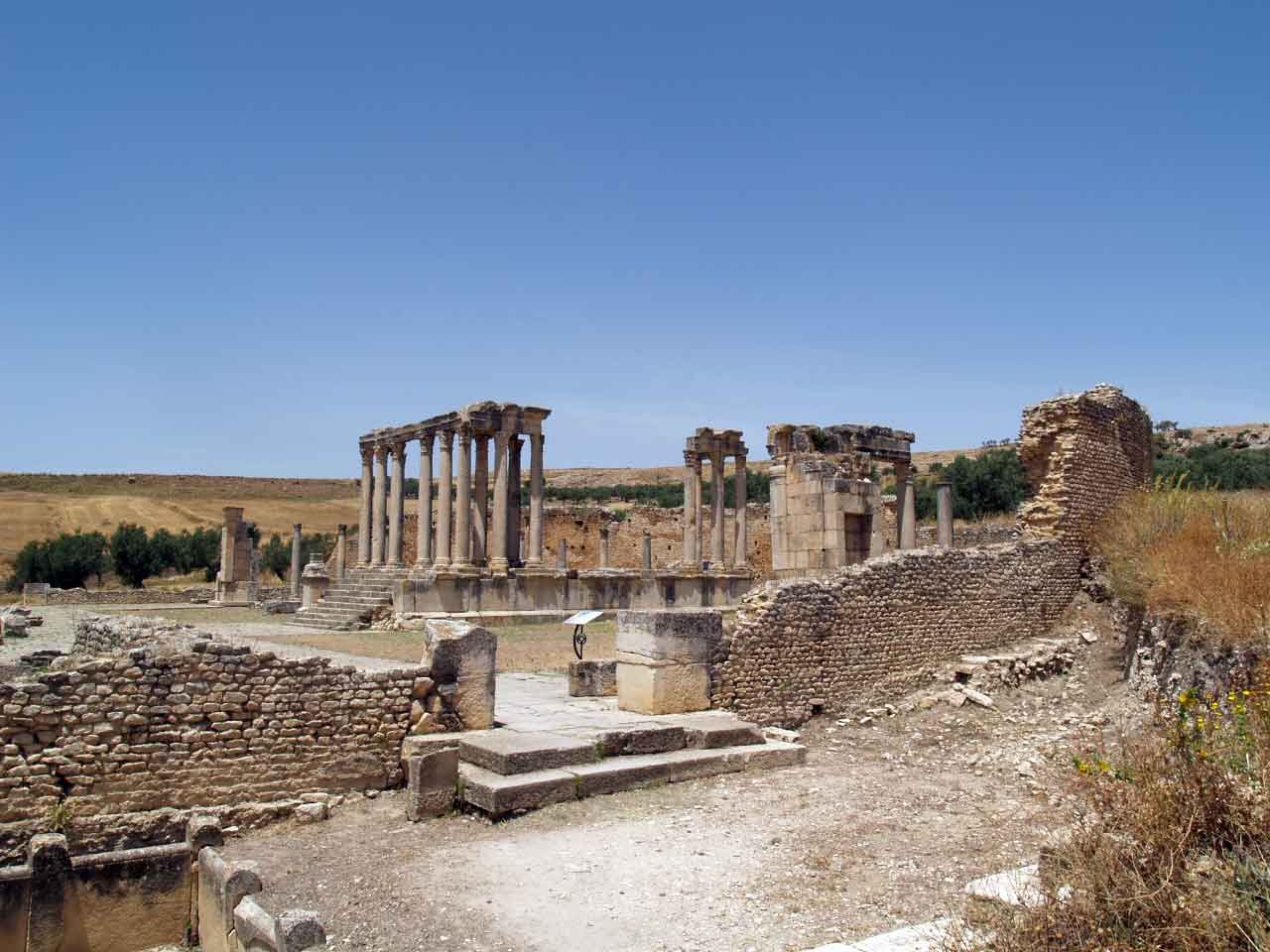
Juno Caelestis tempel i Dougga.

Juno Caelestis tempel var ett tempel i Dougga i Tunisien.
Templet uppfördes under Alexander Severus regeringstid, vilket innebär att det måste ha varit mellan 222 och 235 e. Kr. Det tillägnades gudinnan Juno Caelestis, som var romarnas namn på den inhemska gudinnan Tanit. 
Kvarlämningarna av templet blev föremål för utgrävningar från 1890-talet. Det är känt som en av de bäst bevarade templen till Juno i Afrika. Det fanns flera andra tempel med namnet Juno Caelestis tempel i Afrika, bland annat ett i Kartago.